# Basilosaure
Els basilosaures (Basilosaurus) són un gènere de cetacis extints. Es tracta de les primeres grans balenes a aparèixer en el registre fòssil i són una peça clau en l'estudi de l'evolució dels cetacis. Aparegueren a l'Eocè mitjà, fa aproximadament 45 milions d'anys. Tenien una àmplia distribució, com ho demostra el fet que se n'hagin trobat fòssils a llocs tan variats com Alabama, Louisiana, i Egipte i habitaven les aigües costaneres poc profundes dels oceans de l'Eocè. Dos dels seus caràcters més destacables són l'alt grau d'elongació del cos en comparació amb el de les balenes actuals i les dues potes posteriors vestigials que posseïen. S'extingiren fa aproximadament 36 milions d'anys, poc abans de l'inici de l'Oligocè, a causa d'un gran episodi de canvi climàtic conegut com a Grande Coupure.

## Morfologia

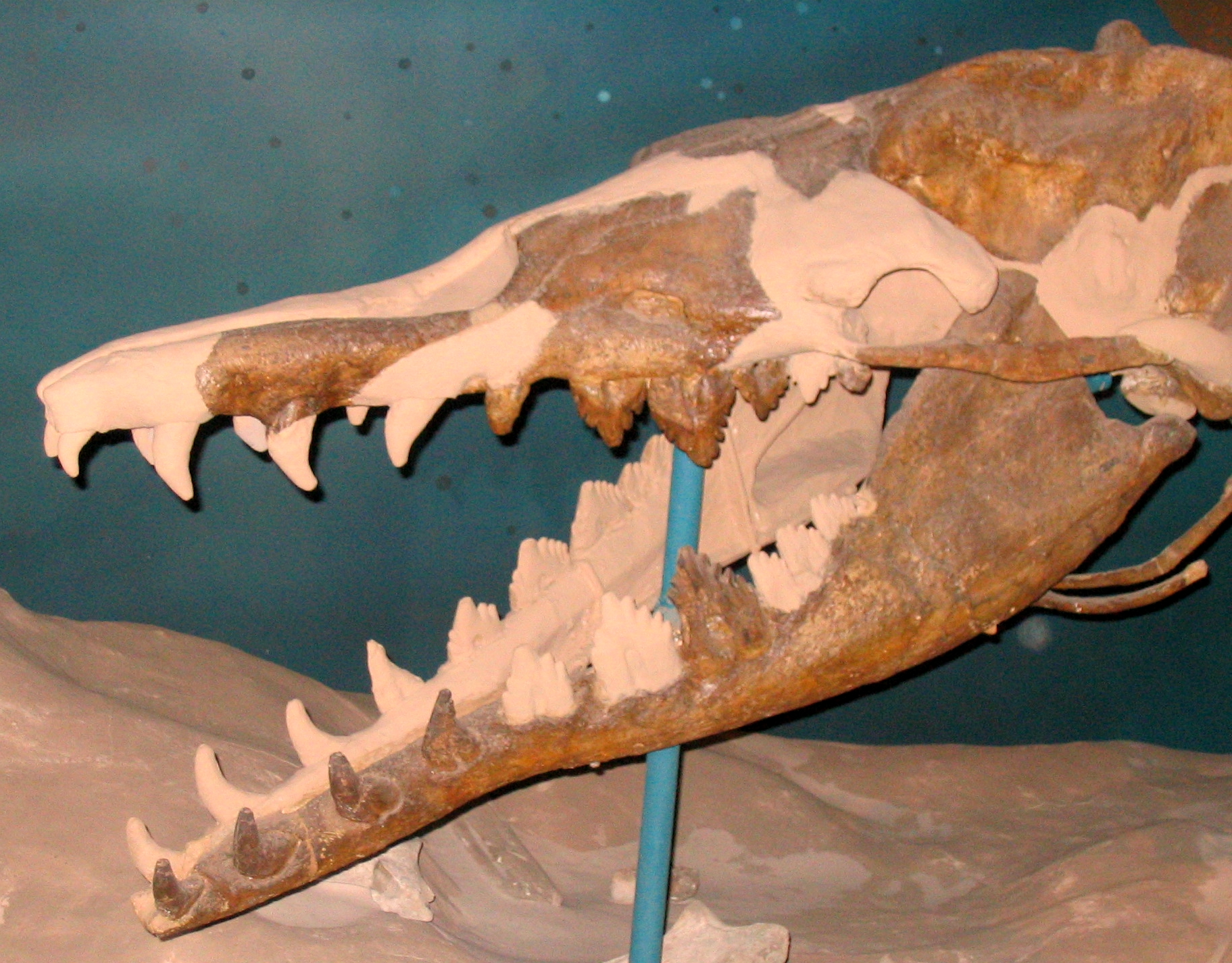
Crani de B. cetoides

El basilosaure no és un tàxon de transició, però presenta una combinació de caràcters típics dels seus avantpassats terrestres i d'elements característics de les balenes modernes. Per exemple, a diferència de les balenes actuals, el basilosaure tenia una mandíbula ben desenvolupada amb 44 dents afilades. Les del davant tenien forma de con i servien per atrapar les preses, mentre que les del darrere tenien forma triangular i estaven adaptades per estripar carn, de manera semblant a com ho feien els mesoníquids. Per aquest motiu, durant molt de temps aquests últims foren considerats els avantpassats del basilosaure. Actualment es creu que els cetacis comparteixen un avantpassat comú amb els artiodàctils.
El seu cos extremament allargat és el producte d'un procés d'elongació de les seves vèrtebres. Aquestes semblen haver estat plenes d'un fluid. Això implicaria que el basilosaure només podria haver funcionat en dues dimensions a la superfície del mar, en contrast al funcionament tridimensional de la majoria de la resta de cetacis. A partir de la musculatura axial i els ossos gruixuts de les potes, es pot inferir que el basilosaure no era capaç de nedar o submergir-se durant períodes llargs de temps. També es pensa que no tenia cap mena de capacitat de desplaçar-se a terra ferma.
La part més curiosa de l'anatomia del basilosaure són les seves potes posteriors, que fan seixanta centímetres i, per tant, no haurien contribuït a la locomoció d'un animal d'entre quinze i divuit metres. Anàlisis de la morfologia d'aquestes potes, que només tenien tres dits, mostren que només podien canviar entre dues posicions i que els tarsals estaven fusionats. S'assemblen als petits membres que les boes utilitzen com guies durant la copulació i és possible que tinguessin una funció similar. La història del descobriment d'aquestes potes és curiosa. Gingerich, que havia estat investigant el gènere Pakicetus al Pakistan, no podia tornar-hi a causa d'un conflicte bèl·lic. Així doncs, es desplaçà a Wadi al-Hitan, on quedà decebut en comprovar que la majoria de fòssils eren de basilosaure, una espècie ben coneguda. Tanmateix, Gingerich perseverà en les seves excavacions i acabà descobrint quelcom de sorprenent: que el basilosaure tenia potes.
D'altra banda, les potes davanteres dels seus avantpassats terrestres esdevingueren aletes amb una articulació flexible del colze, semblants a les de les foques d'avui en dia.

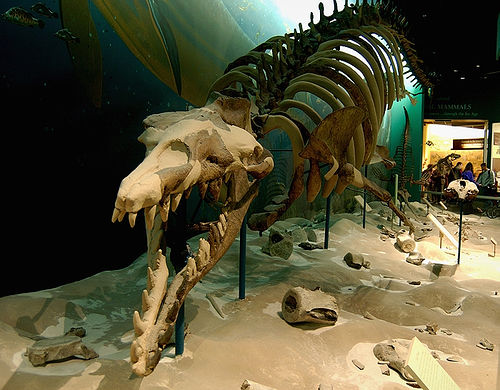
Esquelet complet de basilosaure al Museu Nacional d'Història Natural (Washington DC).

El cap del basilosaure no tenia espai per un meló com el de les balenes dentades d'avui en dia i el seu cervell també era més petit en comparació. Això fa pensar que no tenia les habilitats socials de les balenes actuals.
Un dels trets que diferencien els mamífers aquàtics dels peixos és el tipus de moviment que utilitzen per desplaçar-se. Mentre que els peixos mouen la seva cua horitzontalment, els mamífers ho fan verticalment. En aquest respecte, l'anatomia del basilosaure presenta una qüestió difícil de resoldre: les vèrtebres del final de la cua del basilosaure estan comprimides, com en els animals que tenen aleta caudal, però una aleta com aquestes seria molt ineficient a causa de la gran llargària de la seva cua. La mida similar de les seves vèrtebres toràciques, lumbar, sacres i caudals indiquen que el basilosaure es movia verticalment d'una manera semblant a la de les anguiles. Gingerich ha suggerit que el moviment horitzontal del basilosaure també podria haver estat com el de les anguiles. Si fos així, es tractaria d'una característica única entre els cetacis.
Els mascles eren més grossos que les femelles i feien divuit metres de longitud, mentre que les femelles en feien quinze. El seu pes variava entre seixanta i vuitanta tones. Els individus més grossos, tanmateix, podrien haver arribat a fer fins a vint-i-quatre metres de longitud.

## Comportament
Els animals que viuen en zones costaneres tenen més probabilitats de quedar fossilitzats després de la seva mort i en aquest estadi evolutiu, el basilosaure ja era un animal totalment aquàtic. Gràcies als nombrosos fòssils que se n'han trobat, els paleontòlegs poden imaginar-se quin era el comportament d'aquest animal fa 40 milions d'anys.
El basilosaure era la balena més gran del seu temps, cosa que el feia l'animal més gran que hi havia a la Terra. Per tant, es trobava al punt més alt de la cadena tròfica. Les troballes de fòssils de basilosaure i d'altres espècies indiquen que s'alimentava de sirenis, tortugues i altres cetacis més petits com ara Dorudon o Zygorhiza. A més a més, emboscava i caçava peixos ossis i taurons petits en aigües poc profundes. A causa de les seves enormes dimensions, necessitava grans quantitats d'aliment per subsistir, de manera que passava gran part del temps nedant en aigües somes i buscant preses potencials amb els seus desenvolupats sentits de la vista i oïda.
El basilosaure era probablement un animal solitari que només es reunia amb altres membres de la seva espècie per aparellar-se o quan una mare cuidava de la seva cria. Com les balenes actuals, respirava aire i havia de sortir periòdicament a la superfície per agafar-ne. Tanmateix, a diferència dels cetacis d'avui en dia, no tenia espiracles, sinó que havia de treure el cap per sobre de la superfície de l'aigua i inspirar profundament pels narius.
Com que s'han trobat fòssils de basilosaure (i de Dorudon) en sediments de diferents tipus, se sap que aquestes balenes eren capaces de viure tant en aigües somes com en aigües profundes. Gràcies al registre fòssil, se sap que aquests animals de l'Eocè tenien una ampla difusió geogràfica.

## Hàbitat

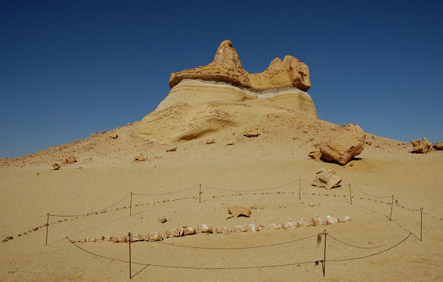
Ossos trobats al jaciment de Wadi al-Hitan

El basilosaure vivia als mars tropicals i subtropicals de l'Eocè superior. La seva difusió geogràfica estava centrada a l'Oceà de Tetis, un oceà primitiu que es formà fa 250 milions d'anys a finals del període Permià i que en temps de l'Eocè encara separava Àfrica i el subcontinent indi a la vora sud d'Euràsia a la vora nord.
Com el seu predecessor, el Paleotetis, l'oceà de Tetis era un oceà profund i càlid. Posseïa nombrosos mars marginals, especialment a la zona eurasiàtica. A l'època en què visqué el basilosaure, l'oceà ja es trobava en un estadi avançat del seu procés de tancament, que començà fa 100 milions d'anys amb la fragmentació de Gondwana i el moviment d'Àfrica i l'Índia cap a latituds més septentrionals. Aquest procés continuà durant el Quaternari fins que l'oceà de Tetis quedà gairebé totalment tancat. Avui en dia, el mar Mediterrani i la mar Negra són alguns dels pocs vestigis que en queden.

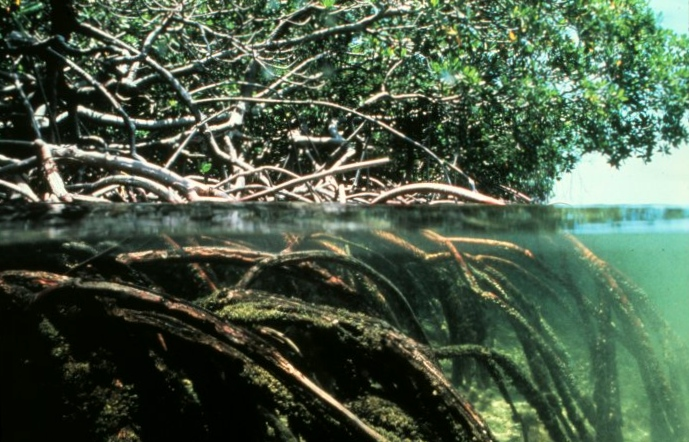
Vista per sobre i per sota de la superfície marina d'un manglar

Un ecosistema bastant estès a l'oceà de Tetis era el manglar. Aquest bioma està format per arbres i arbusts molt tolerants de la sal, que ocupen la zona intermareal propera a les desembocadures de rius a les latituds tropicals de la Terra. Les regions amb manglars inclouen estuaris i zones costaneres. Els manglars tenen una enorme diversitat biològica a causa de la seva alta productivitat i s'hi troben nombroses espècies de molts tipus. Els manglars són especialment susceptibles als canvis provocats per les marees i el que de dia és una platja, de nit pot convertir-se en fons marí amb la pujada de la marea. Normalment, el basilosaure preferia caçar en mar obert, però sembla que en períodes d'escassetat d'aliment, les balenes podrien haver-se acostat a buscar preses als manglars que omplien les zones costaneres de l'oceà de Tetis. Això degué ser quelcom de més freqüent cap a finals de l'Eocè, car un fenomen de canvi climàtic, semblant a El Niño però molt més dràstic i provocat pel gran flux d'aigua freda provinent de l'Antàrtida, començà a trastocar les cadenes tròfiques d'arreu del món i causà l'extinció del 20% d'espècies del planeta. Aquesta acabaria sent la causa final de l'extinció del basilosaure.
El basilosaure compartia hàbitat amb mamífers marins com ara Dorudon o Zygorhiza i taurons com Otodus o Physogaleus. Malgrat la gran diversitat de vida marina d'aquesta època, el basilosaure era el depredador dominant dels oceans.

## Fòssils

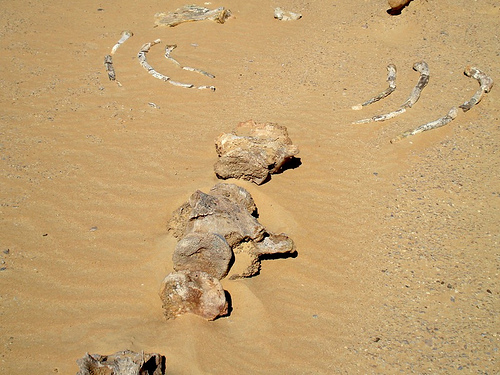
Costelles i vèrtebres de B. isis a Wadi al-Hitan o Vall de les Balenes (Egipte)

Durant els primers anys del segle xix a Louisiana i Alabama, els fòssils de B. cetoides eren tan comuns (i grossos) que se'ls usava habitualment com mobles. Una vèrtebra arribà a la Societat Filosòfica Americana, enviada per un tal Jutge Bry, que estava preocupat pel fet que aquestes troballes úniques estiguessin sent destruïdes. Els fòssils acabaren en mans de l'anatomista Richard Harlan, que proclamà que pertanyien a un rèptil de cinquanta metres de longitud i li donà el nom Basilosaurus ('rèptil rei'). Quan el paleontòleg anglès Richard Owen n'estudià la columna vertebral, els fragments de la mandíbula, les potes i les costelles, proclamà que pertanyien a un mamífer. Owen proposà canviar el nom del fòssil a Zeuglodon cetoides ('dent de jou') en referència a les seves dents amb doble arrel, típiques dels mamífers marins. Tanmateix, les normes de la nomenclatura binomial especifiquen que el nom vàlid més antic és el que s'adopta, encara que hi hagi un error en el nom original. Per això, Basilosaurus té un nom científic que l'identifica com a rèptil tot i ser un mamífer.
El 1845, Albert Koch sentí històries d'ossos gegants trobats a Alabama i s'hi presentà per reunir un esquelet complet. Finalment, creà un esquelet de trenta-vuit metres de longitud d'una suposada «serp marina» que exposà a Nova York i més tard a Europa. Més endavant es demostrà que els ossos provenien de cinc animals diferents, alguns dels quals ni tan sols eren de basilosaure. Les restes foren destruïdes al gran incendi de Chicago.
S'han trobat fòssils d'una altra espècie, B. isis, a l'adientment anomenada Vall dels Zeuglodon, a Egipte. Els fòssils, a més d'estar en molt bon estat de conservació (incloent-hi les potes), eren molt nombrosos. Gingerich, que organitzà diverses expedicions a la vall, suggerí que la veneració egípcia pels cocodrils podria haver estat inspirada pels grans esquelets que hi havia. Una altra espècie, Basiloterus hussaini, era el seu parent més proper conegut, però no era ni de bon tros tan allargat.

## Taxonomia
El gènere Basilosaurus comprèn dues espècies:

### B. cetoides
Descrita per Richard Owen l'any 1839 amb el nom Zeuglodon cetoides, a partir d'un fòssil trobat a la Formació Terciària de Louisiana. Fou el primer fòssil trobat d'un cetaci prehistòric i actualment se'n conserva un esquelet complet a la Smithsonian Institution de Washington DC. El nom de l'espècie fa referència a la seva relació amb les balenes actuals (κῆτος, balena en grec antic). És el fòssil estatal de Mississipi i Alabama, on la legislació prohibeix treure fòssils de B. cetoides de l'estat sense autorització prèvia per escrit del governador.

### B. isis
Descrita per Charles William Andrews l'any 1904. Se n'han trobat una gran quantitat de fòssils a Wadi al-Hitan, Egipte, en sediments de l'estatge faunístic Bartonià. L'espècie està dedicada a Isis, deessa de la maternitat i la fertilitat en la mitologia egípcia. Fins a finals dels anys vuitanta, s'ignorava que els animals del gènere Basilosaurus tinguessin potes posteriors, malgrat el gran nombre de fòssils que se n'havien trobat. Fou un fòssil complet de B. isis excavat per l'equip de Gingerich a Wadi al-Hitan el que revelà les potes posteriors vestigials d'aquests cetacis.

## Criptozoologia

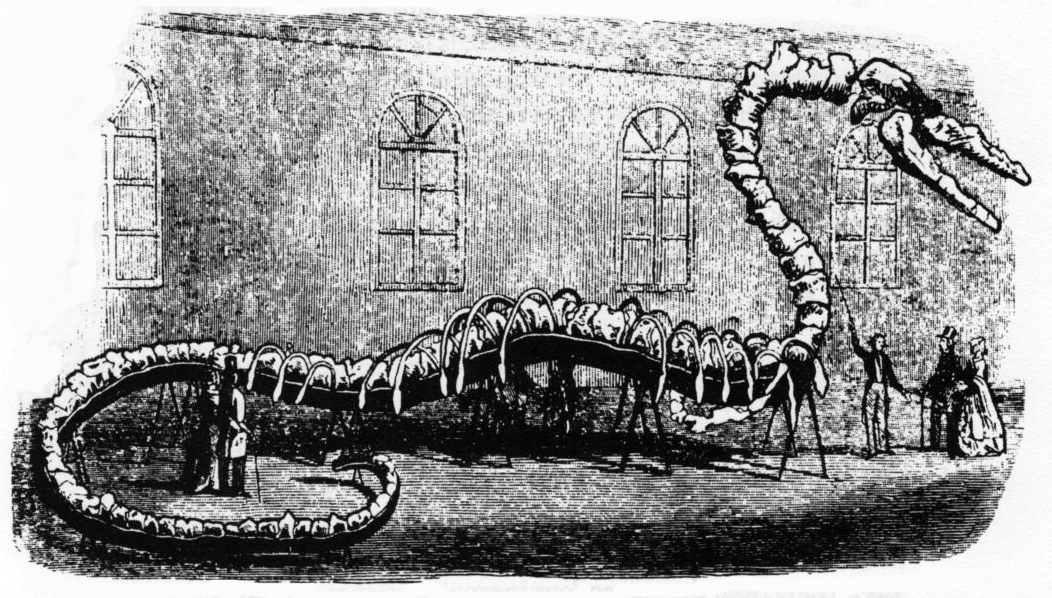
Suposat esquelet de Hydrarchos que en realitat era un muntatge d'ossos d'almenys cinc fòssils diferents de basilosaure.

Hi ha criptozoòlegs que creuen que el basilosaure o una forma evolucionada encara existeix i és l'explicació de les històries de serpents marins. Tanmateix, la seva presència en el registre fòssil s'acaba fa 36 milions d'anys, de manera que aquesta possibilitat és si més no inversemblant.
La teoria que el basilosaure és el críptid que s'amaga darrere de misteris com el monstre del llac Ness ha estat proposada com contraargument per respondre a l'afirmació que els plesiosaures (un altre animal extint habitual en les discussions de criptozoologia) no podrien viure en aigües fredes septentrionals. Un mamífer endotèrmic com el basilosaure hauria pogut habitar en aquestes aigües. A més, molts «serpents marins» suposadament tenen pèl i es mouen amb un moviment vertical de la columna vertebral, un tret típic dels mamífers i no dels rèptils.
El basilosaure ha estat proposat com solució dels misteris dels críptids Gambo, Nessie, Ogopogo i Cadborosaurus willsi.

## Documentals

Les aparicions del basilosaure a Walking with Beasts es dugueren a terme amb una combinació de ninots i gràfics d'ordinador.

Una femella de basilosaure és un dels protagonistes del segon episodi de la sèrie de paleontologia de la BBC Walking with Beasts. L'episodi narra el cicle des que la femella queda embarassada fins poc després del naixement de la seva cria.
La primera aparició del basilosaure és quan la femella caça un tauró en aigües de la part septentrional de l'oceà de Tetis, on els individus adults d'aquesta espècie es reuneixen per l'època d'aparellament. Diversos mascles intenten festejar-la i finalment ella tria el més gran. Com que la seva mida és un obstacle per l'aparellament, utilitzen les potes vestigials que tenen per acoblar els seus cossos. Així doncs, la femella queda embarassada pel mascle.
Mentrestant, un gran episodi de canvi climàtic està començant a desequilibrar els ecosistemes del món. El refredament dels corrents oceànics és una amenaça especialment greu per un animal marí com el basilosaure. Quatre mesos després de quedar-se embarassada, la cadena tròfica de la qual depenia la femella s'ha ensorrat i l'escassetat de peixos l'obliga a caçar a llocs poc habituals. A la part meridional de l'oceà de Tetis hi ha abundants manglars d'aigües somes. En un intent de caçar un meriteri (una espècie de proboscidi primitiu), la balena es queda encallada en un banc de sorra. Afortunadament per ella, aconsegueix alliberar-se quan puja la marea.
Unes setmanes més tard, la femella segueix tenint problemes per alimentar-se i la seva situació encara és més crítica a causa del fet que es troba en un estat avançat de gestació. El problema és que, com que el seu cos ha esgotat les reserves de greix, si no s'alimenta aviat, avortarà. Afortunadament per ella, troba una llacuna on les femelles de Dorudon s'estan preparant per donar a llum. Després de desparasitar-se fregant el cos contra la sorra del fons marí, torna a atacar els Dorudon. Malgrat els esforços dels adults, l'agressivitat de la femella de basilosaure acaba tenint recompensa i durant els següents dies, mata diverses cries de Dorudon per alimentar-se.
La propera vegada que apareix la femella, ja està en companyia de la seva cria. Aquesta vegada, han aconseguit sobreviure, però la seva espècie està condemnada a extingir-se amb el canvi d'època.
El basilosaure també ha aparegut a Sea Monsters, un documental de la BBC semblant a Walking with Beasts. Apareix al segon programa, Into the Jaws of Death i és considerat com el quart animal marí més perillós de tots els temps. En aquesta sèrie, és presentat com a bastant més agressiu que a Walking with Beasts.